# Kastell Gernsheim

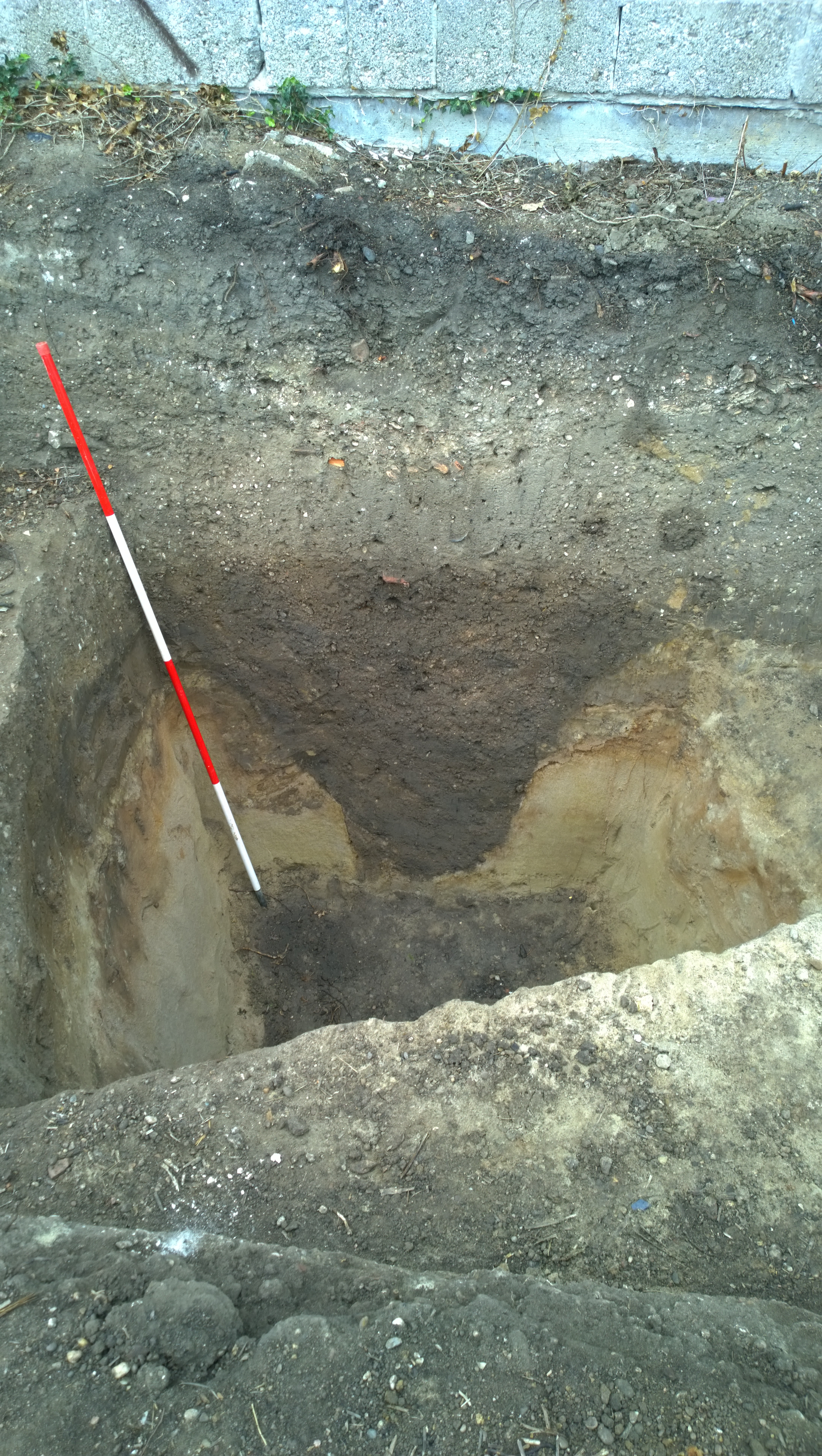
Anschnitt des Spitz- oder Verteidigungsgrabens des Kastells

Das Kastell Gernsheim war ein römisches Militärlager im Süden von Gernsheim, Landkreis Groß-Gerau, das in der zweiten Hälfte des 1. Jahrhunderts n. Chr. vermutlich etwa 500 römische Soldaten beherbergte, also als Kohortenkastell geplant war.

## Lage und Geschichte
Gernsheim war der Knotenpunkt zweier römischer Straßen. Ein ehemals römisches Dorf (vicus) im heutigen Gernsheim war schon länger bekannt, ein zugehöriges Kastell nur vermutet. Wahrscheinlich existierte auch noch ein Hafen am westlich der Fundstelle gelegenen Rhein. Weiter nordöstlich befindet sich das Kleinkastell Allmendfeld. Gut 18 km nördlich liegt das Kastell Groß-Gerau.
Das Kastell wurde 2014 zufällig bei Grabungen auf einem Grundstück an der Nibelungenstraße  in Gernsheim entdeckt, das bebaut werden sollte. Grabungsleiter der als Lehrgrabung für Archäologiestudenten der Johann Wolfgang Goethe-Universität Frankfurt am Main gedachten Ausgrabung war Thomas Maurer, damals wissenschaftlicher Assistent am Institut für Archäologische Wissenschaften der Frankfurter Universität.
Mit dem Fund von Vicus und Kastell ca. 500 Meter südlich des alten Gernsheimer Ortskerns sind Vermutungen widerlegt, Kastellreste würden sich unter der Hauptkirche im Ort befinden.

## Befund
Hinweise auf ein Kastell stammen spätestens von den Ausgrabungen um 1900, die auf der südlichen Ortsseite von Gernsheim gefundene gestempelte Ziegel der 1. (Legio I Germanica) und 14. Legion (Legio XIIII Gemina) dem damals nur vermuteten Kastell Gernsheim zuordneten.
Bei der Grabung 2014 wurde einer der Spitzgräben des Kastells angeschnitten, der mit und nach Aufgabe des Kastells von den Soldaten und verbliebenen Bewohnern des vicus mit Resten verfüllt wurde. Unter anderem fanden sich Pfostenlöcher eines hölzernen Turms.
Die zahlreiche Fundstücke, die derzeit weiter aufgearbeitet werden, lassen einen tiefen Einblick in die römische Geschichte zu. Die Nutzung wird für den Zeitraum von 70 bis 110 n. Chr. vermutet. Ein gefundener Ziegel trägt den Stempel der Legio XXII Primigenia, die in Mogontiacum, dem heutigen Mainz, stationiert war. Eine Münze aus der Zeit von 84 bis 85 n. Chr. zeigt ein Bildnis von Kaiser Domitian. Weitere Fundstücke, Melonenperlen und Geschirrreste, deuten darauf hin, dass die Kohorte zumindest teilweise mit Pferden ausgerüstet war. Amphorenreste und Alltagskeramik (zum Beispiel Reste einer Terrakotta-Figur und von Terra Sigillata) vervollständigen die Funde.
2015 wurde die Lehrgrabung fortgesetzt und Mauerreste des vermuteten Vicus ergraben. Ein Teil des Verteidigungsgrabens des Kastells, ein weiterer zweiter kleiner keilförmiger Verteidigungsgraben, zwei Brunnen sowie Grabungsschnitte und -flächen über etwa 80 Prozent der zur Verfügung stehenden Grabungsfläche wurden bearbeitet und untersucht. Im südöstlichen Bereich wurden dabei Grundmauerreste von Gebäuden freigelegt. Trotz des Fundreichtums kann noch keine definitive Aussage getroffen werden, ob sich das Kastell nördlich oder südlich der Gräben, die etwa mittig der Untersuchungsfläche liegen, befand. Der unmittelbare Anschluss von Gebäuden des Vicus weist darauf hin, dass die Ortschaft erst nach Niederlegung oder Verlegung des Kastells ausgebaut wurde. Der Verteidigungsgraben wurde systematisch zugeschüttet und wies eine hohe Funddichte auf. Zu den Funden gehören auch Fibeln, ein kleiner Würfel sowie eine kleine Figur passend zum Würfelspiel. Eine Münze der Zeit von Kaiser Hadrian (die sich nach Aussagen des Grabungsleiters sogar auf die Zeit 134–138 eingrenzen lässt), Glasreste, reliefverzierte Terra Sigillata sowie verschiedenste Keramik- und Geschirrteile vervollständigen die Funde von 2015, die aber zum großen Teil noch aufgearbeitet und datiert werden müssen. (Stand 2015)
2015 gefundene Terra Sigillata lässt sich in Teilen durch den mehrfach vorhandenen Bodenstempel „OFMAS“ und die Form der Gefäße laut der Datenbank „Names on Terra Sigillata“ des Römisch-Germanischen Zentralmuseums Mainz der Leibniz-Gemeinschaft als Töpferware eines Masculus bestimmen. Die von ihm hergestellten Formen sind vergleichbar und werden einer Person zugewiesen, deren Produktions- und Handelstätigkeit in die flavisch-trajanische Zeit (ca. 70–115 n. Chr.) datiert wird. Außer im britischen und heute niederländischen Teil des Römischen Reiches wurde seine Ware auch bei Ausgrabungen in dem Gernsheim nahe gelegenen Bickenbach an einer ausgegrabenen römischen Sumpfbrücke, im Bereich von Nida und Borbetomagus (Worms) gefunden. Die Töpferware wird dem einst überregional bedeutenden und Fernhandel betreibenden Töpfereizentrum in La Graufesenque zugeordnet.

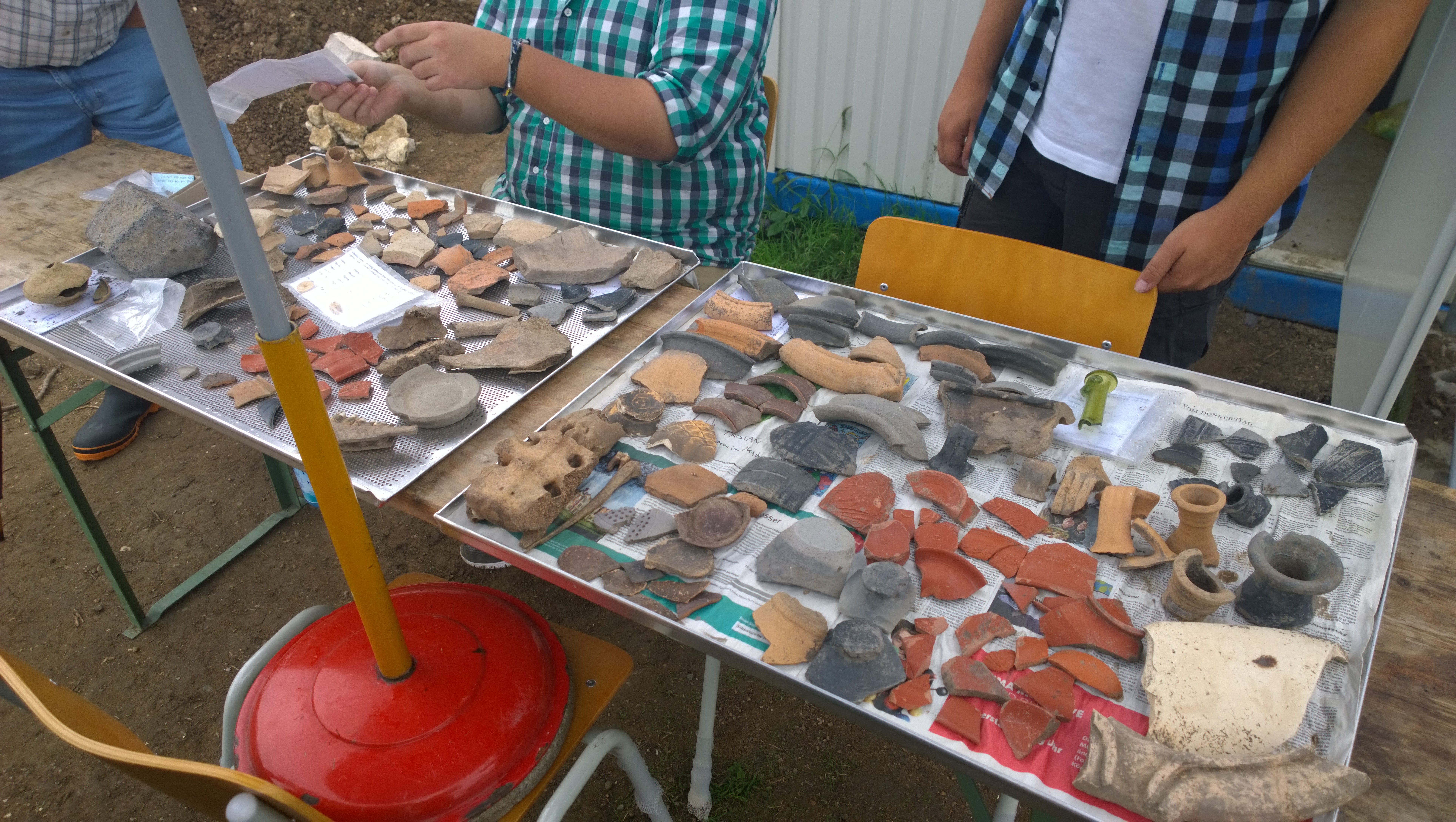
Exemplarische Fundpräsentation zum Tag des Offenen Denkmals am 13. September 2015
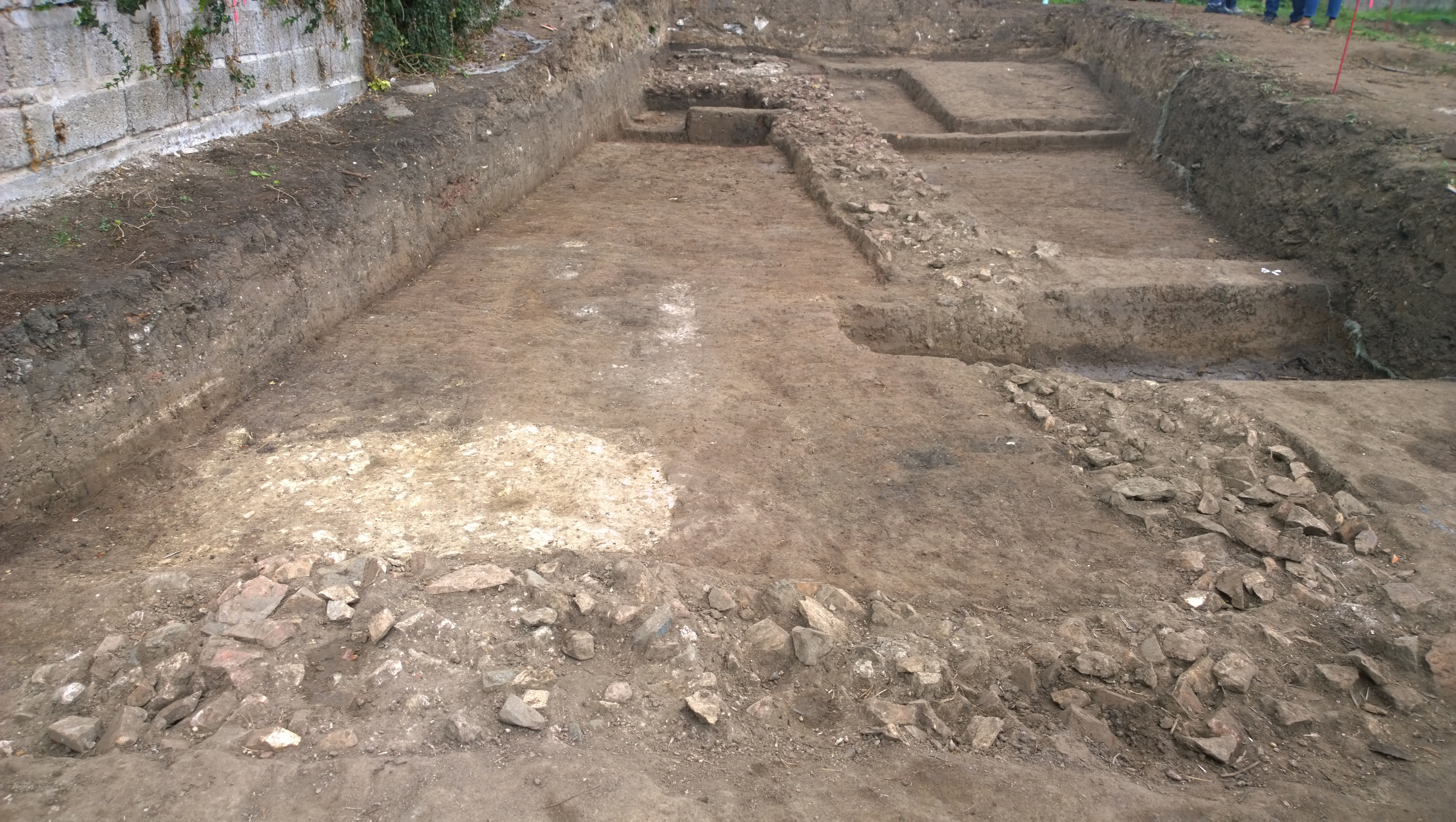
Mauerreste von Gebäuden des Vicus
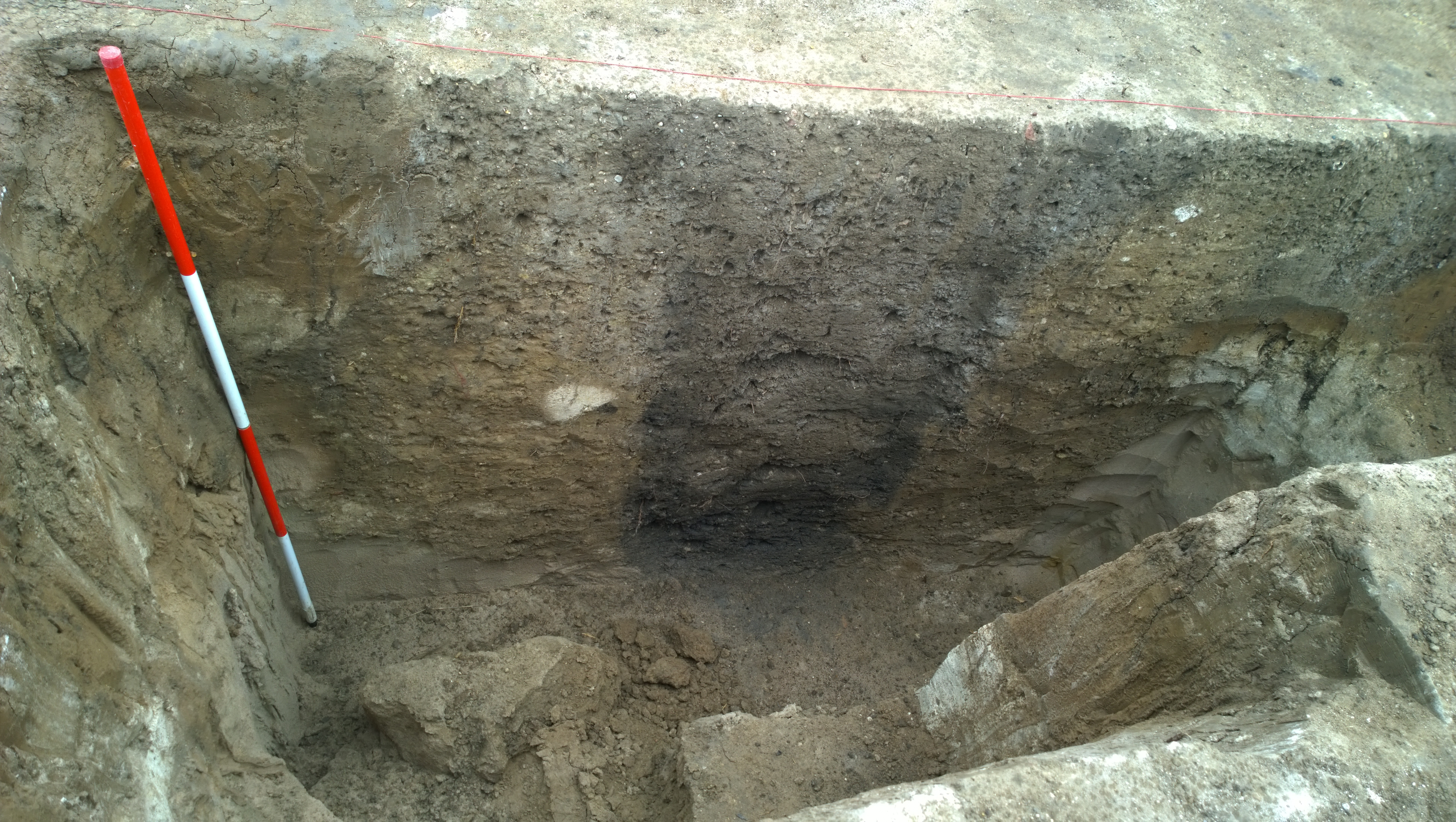
Anschnitt des kleineren Brunnens
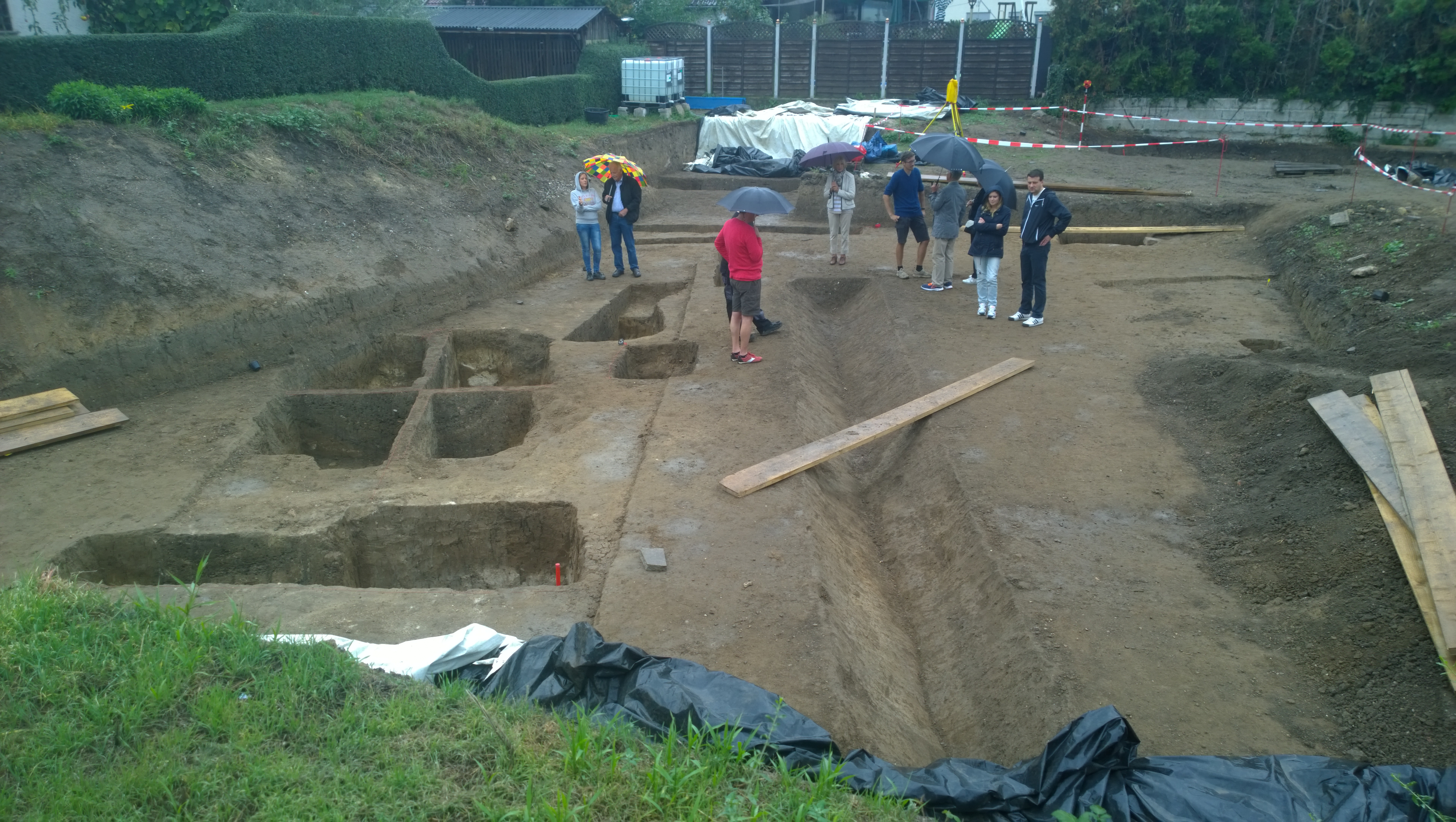
Nördliche Grabungsfläche mit Verdeutlichung des zweiten Grabens. Am Wassertank wurde der große Brunnen freigelegt.
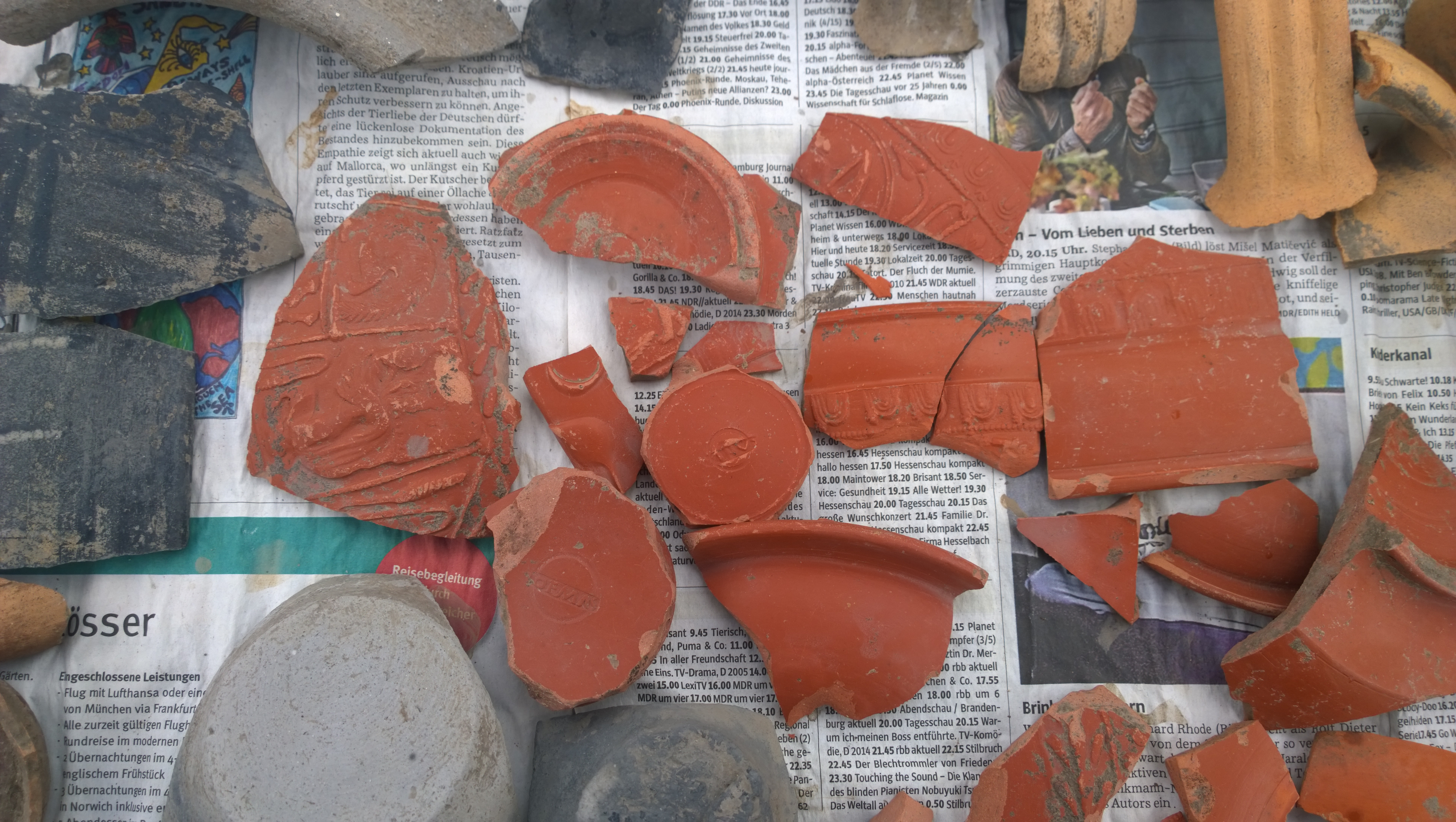
Teile der präsentierten Terra Sigillata Funde mit dem beschriebenen Stempel und dessen Zuordnung